# Samurai 8 : La Légende d'Hachimaru
Samurai 8: La Légende d'Hachimaru (サムライ8 八丸伝, Samurai Eito: Hachimaruden) est une série de shōnen manga créé et écrite par Masashi Kishimoto et illustrée par Akira Ōkubo. Elle est prépubliée entre le 13 mai 2019 et le 23 mars 2020 dans le magazine Weekly Shōnen Jump et éditée par Shūeisha depuis mai 2019. La version française est publiée par la maison d'édition Kana.

## Histoire

### Prologue
La galaxie est proche de sa fin. Afin de sauver les planètes et les étoiles éparpillées en son sein, un samouraï part à la recherche de la boîte de Pandore, un trésor légendaire laissé par le dieu guerrier Fudô Myôô dans laquelle est renfermé le secret pour sauver l’univers... Après avoir trouvé la boîte il faudra acquérir les sept clés dispersées aux quatre coins de la galaxie.

### Synopsis
Dans ce monde rempli de samouraï et de bushis, on suit l’histoire d’un jeune garçon pantophobe, vivant avec des conditions médicales difficiles et grâce à un immense appareil qui le maintient en vie, ainsi le moindre choc peut lui être fatal. Passant tout son temps à jouer en ligne où, il incarne l’aventure d’un samouraï légendaire. Il fit le vœu de devenir un samouraï tout en sachant que c’est impossible dû à son corps extrêmement fragile.

## Manga
Le manga est créé, écrit et scénarisé par Masashi Kishimoto et illustré par Akira Ōkubo. Le premier chapitre est publié dans le magazine Weekly Shōnen Jump le 13 mai 2019, et il s'agit de la première série dans le magazine à être publiée pendant l'Ère Reiwa. Les premières pages ont été dévoilées gratuitement le 13 mai 2019 sur le site de l'éditeur, et ainsi qu'au Japon et aux Etats-Unis, simultanément.
La série ne s'étant pas imposée dans le magazine, elle prend fin le 23 mars 2020.

### Liste des volumes
| no | Japonais        | Japonais          | Français          | Français          |
| no | Date de sortie  | ISBN              | Date de sortie    | ISBN              |
| --- | --------------- | ----------------- | ----------------- | ----------------- |
| 1 | 4 octobre 2019  | 978-4-08-882022-4 | 6 décembre 2019   | 978-2-5050-8271-2 |
| Liste des chapitres : - Chapitre 1 : La première clé (1つめの鍵, Hito-tsume no Kagi) - Chapitre 2 : Le visiteur venu du ciel (空からの訪問者, Sora kara no Hōmon-sha) - Chapitre 3 : Le découpage du gateau-blindé (戦車入刀, Sensha Nyūtō) - Chapitre 4 : La querelle père-fils (親子ゲンカ, Oyako Genka) - Chapitre 5 : Le départ (出発, Shuppatsu) - Chapitre 6 : L'honorable samouraï du destin (運命の侍様, Unmei no Samurai-sama) |                 |                   |                   |                   |
| 2 | 4 octobre 2019  | 978-4-08-882082-8 | 6 décembre 2019   | 978-2-5050-8272-9 |
| Liste des chapitres : - Chapitre 7 : La rencontre (出会い, Deai) - Chapitre 8 : Tu peux prendre ton temps (ゆっくりでよい, Yukkuri Deyoi) - Chapitre 9 : À deux... (ふたりで…, Futari de...) - Chapitre 10 : Cible localisée (ターゲット捕捉, Tāgetto Hosoku) - Chapitre 11 : Comment as-tu osé ? (ふざけたマネを, Fuzaketa Mane o) - Chapitre 12 : Pour qui, pour moi (誰のために、何のために, Dare no Tame ni, Nan no Tame ni) - Chapitre 13 : J'ai vu ton courage (勇を見た, Yū o Mita) - Chapitre 14 : Le secret du père (父の秘密, Chichi no Himitsu) - Chapitre 15 : L'honneur de Hachimaru (八丸の「義」, Hachimaru no "Gi")                                                                                     |                 |                   |                   |                   |
| 3 | 20 janvier 2020 | 978-4-08-882175-7 | 15 mai 2020       | 978-2-5050-8288-0 |
| Liste des chapitres : - Chapitre 16 : La pulvérisation de l'astre (星砕き, Hoshi Kudaki) - Chapitre 17 : Kotsuga et Ryū (コツガとリュウ, Kotsuga to Ryū) - Chapitre 18 : Soyons prudents dans nos dépenses (ご利用は計画的に, Go Riyō wa Keikaku-teki ni) - Chapitre 19 : Prêt à tout !!! (何が何でも!!!, Nani ga Nandemo!!!) - Chapitre 20 : Le partenaire (相棒, Aibō) - Chapitre 21 : La lame blanche et éticelante (白く輝く牙, Shiroku Kagayaku Yaiba) - Chapitre 22 : An et son grand-frère (アンと兄, An to Ani) - Chapitre 23 : A quoi ça va te servir (それが何の役に立つ!, Sore ga Nan no Yaku ni Tatsu!) - Chapitre 24 : Hachimaru VS Ryū, la revanche (八丸VS竜、再戦!!, Hachimaru bāsasu Ryū, Saisen!!)    |                 |                   |                   |                   |
| 4 | 4 mars 2020     | 978-4-08-882227-3 | 26 juin 2020      | 978-2-5050-8289-7 |
| Liste des chapitres : - Chapitre 25 : La rencontre (遭遇, Sōgū) - Chapitre 26 : Digne d'un samouraï (侍らしく, Samurai-rashiku) - Chapitre 27 : Le réveil (目覚め, Mezame) - Chapitre 28 : Daruma, détenteur du titre suprême (免許皆伝 達麻, Menkyokaiden Daruma) - Chapitre 29 : L'honneur de Yoshitsune (義常の義, Yoshitsune no Gi) - Chapitre 30 : Infiltration (潜入, Sen'nyū) - Chapitre 31 : Ce n'est pas ce qui était prévu ! (話が違う!!, Hanashi ga Chigau!!) - Chapitre 32 : Time limit (タイムリミット, Taimu Rimitto) - Chapitre 33 : Le partenaire (相棒, Aibō) |                 |                   |                   |                   |
| 5 | 1er mai 2020    | 978-4-08-882281-5 | 25 septembre 2020 | 978-2-5050-8436-5 |
| Liste des chapitres : - Chapitre 34 : Téléchargement du certificat (免許ダウンロード, Menkyo Daunrōdo) - Chapitre 35 : Le wabi-sabi (侘び寂び, Wabi-Sabi) - Chapitre 36 : Hanaïchi et Gokû (花一と五空, Hanaichi to Gokū) - Chapitre 37 : Les rivaux (好敵手 (ライバル), Kōtekishu (Raibaru)) - Chapitre 38 : An, Hachimaru et Gokû (アンと八丸と五空, An to Hachimaru to Gokū) - Chapitre 39 : Attaque surprise (奇襲, Kishū) - Chapitre 40 : La perte des soutiens (支えの喪失, Sasae no Sōshitsu) - Chapitre 41 : Nanashi le samouraï (侍・七志, Samurai Nanashi) - Chapitre 42 : La prochaine étoile filante (次の流れ星, Tsugi no Nagareboshi) - Chapitre 43 : La boîte de Pandore (パンドラの箱, Pandora no Hako) |                 |                   |                   |                   |

### Documentation
- Philippe Peter, « Samurai 8, t. 1 : après Naruto », dBD, no 139,‎ décembre 2019 - janvier 2020, p. 109.